# I liga urugwajska w piłce nożnej (1994)
- Mistrz Urugwaju 1994: CA Peñarol
- Wicemistrz Urugwaju 1994: Defensor Sporting
- Copa Libertadores 1995: CA Peñarol (zwycięzca turnieju Liguilla Pre-Liberetadores), CA Cerro (wicemistrz turnieju Liguilla Pre-Libertadores)
- Copa CONMEBOL 1995: Defensor Sporting (trzeci w turnieju Liguilla Pre-Libertadores), Sud América Montevideo (czwarty w turnieju Liguilla Pre-Libertadores)
- Spadek do drugiej ligi: CA Bella Vista.
- Awans z drugiej ligi: Sud América Montevideo

Mistrzostwa Urugwaju w roku 1994 podzielone zostały na dwa turnieje – Apertura i Clausura. Następnie mistrz turnieju Apertura stoczył pojedynek z mistrzem turnieju Clausura. Zwycięzca tego pojedynku został mistrzem Urugwaju, a przegrany – wicemistrzem. Na koniec sezonu rozegrany został turniej Liguilla Pre-Libertadores, który wyłonił kluby mające reprezentować Urugwaj w Copa Libertadores 1995 i Copa CONMEBOL 1995.

## Torneo Apertura 1994

### Apertura 1
| Mecz                                                 |
| ---------------------------------------------------- |
| CA Bella Vista – River Plate Montevideo 1:2          |
| CA Cerro – Basáñez Montevideo 0:1                    |
| Liverpool Montevideo – Danubio FC 0:0                |
| Club Nacional de Football – Montevideo Wanderers 3:0 |
| Progreso Montevideo – CA Peñarol 0:2                 |
| Rampla Juniors – Central Español Montevideo 1:1      |

### Apertura 2
| Mecz                                                 |
| ---------------------------------------------------- |
| Basáñez Montevideo – CA Bella Vista 2:1              |
| Central Español Montevideo – Progreso Montevideo 2:1 |
| Danubio FC – Defensor Sporting 0:1                   |
| CA Peñarol – Rampla Juniors 1:2                      |
| River Plate Montevideo – CA Cerro 0:0                |
| Montevideo Wanderers – Liverpool Montevideo 0:1      |

### Apertura 3
| Mecz                                                       |
| ---------------------------------------------------------- |
| Basáñez Montevideo – Liverpool Montevideo 3:1              |
| Central Español Montevideo – Club Nacional de Football 0:5 |
| Danubio FC – CA Cerro 0:2                                  |
| Defensor Sporting – CA Bella Vista 2:1                     |
| Progreso Montevideo – River Plate Montevideo 1:0           |
| Montevideo Wanderers – Rampla Juniors 1:0                  |

### Apertura 4
| Mecz                                                |
| --------------------------------------------------- |
| CA Cerro – Central Español Montevideo 0:0           |
| Danubio FC – CA Bella Vista 1:1                     |
| Defensor Sporting – Montevideo Wanderers 2:0        |
| Liverpool Montevideo – CA Peñarol 2:1               |
| Club Nacional de Football – Progreso Montevideo 3:2 |
| Rampla Juniors – River Plate Montevideo 1:1         |

### Apertura 5
| Mecz                                              |
| ------------------------------------------------- |
| Basáñez Montevideo – Rampla Juniors 0:0           |
| CA Bella Vista – Club Nacional de Football 1:1    |
| Liverpool Montevideo – Defensor Sporting 0:0      |
| CA Peñarol – Danubio FC 4:0                       |
| Progreso Montevideo – CA Cerro 2:2                |
| River Plate Montevideo – Montevideo Wanderers 1:3 |

### Apertura 6
| Mecz                                                 |
| ---------------------------------------------------- |
| CA Bella Vista – Central Español Montevideo 1:1      |
| CA Cerro – CA Peñarol 0:2                            |
| Liverpool Montevideo – Club Nacional de Football 2:5 |
| Progreso Montevideo – Basáñez Montevideo 1:1         |
| Rampla Juniors – Defensor Sporting 0:1               |
| River Plate Montevideo – Danubio FC 3:1              |

### Apertura 7
| Mecz                                                  |
| ----------------------------------------------------- |
| Central Español Montevideo – Liverpool Montevideo 2:1 |
| CA Cerro – Montevideo Wanderers 2:2                   |
| Danubio FC – Rampla Juniors 1:1                       |
| Defensor Sporting – Progreso Montevideo 2:1           |
| Club Nacional de Football – Basáñez Montevideo 0:2    |
| River Plate Montevideo – CA Peñarol 0:3               |

### Apertura 8
| Mecz                                          |
| --------------------------------------------- |
| Basáñez Montevideo – Montevideo Wanderers 1:1 |
| Central Español Montevideo – Danubio FC 0:0   |
| Club Nacional de Football – CA Cerro 1:0      |
| CA Peñarol – Defensor Sporting 4:2            |
| Progreso Montevideo – CA Bella Vista 3:0      |
| Rampla Juniors – Liverpool Montevideo 1:0     |

### Apertura 9
| Mecz                                                   |
| ------------------------------------------------------ |
| Basáñez Montevideo – Central Español Montevideo 2:1    |
| CA Bella Vista – Rampla Juniors 2:2                    |
| CA Cerro – Defensor Sporting 2:1                       |
| Danubio FC – Progreso Montevideo 2:0                   |
| River Plate Montevideo – Club Nacional de Football 3:1 |
| Montevideo Wanderers – CA Peñarol 2:0                  |

### Apertura 10
| Mecz                                                    |
| ------------------------------------------------------- |
| CA Bella Vista – Liverpool Montevideo 1:1               |
| Defensor Sporting – Basáñez Montevideo 0:0              |
| CA Peñarol – Club Nacional de Football 2:1              |
| Progreso Montevideo – Montevideo Wanderers 4:0          |
| Rampla Juniors – CA Cerro 0:3                           |
| River Plate Montevideo – Central Español Montevideo 3:0 |

### Apertura 11
| Mecz                                                  |
| ----------------------------------------------------- |
| Central Español Montevideo – Montevideo Wanderers 0:2 |
| CA Cerro – Liverpool Montevideo 1:0                   |
| Danubio FC – Basáñez Montevideo 2:1                   |
| Defensor Sporting – River Plate Montevideo 4:2        |
| Club Nacional de Football – Rampla Juniors 4:1        |
| CA Peñarol – CA Bella Vista 4:0                       |

### Apertura 12
| Mecz                                               |
| -------------------------------------------------- |
| Basáñez Montevideo – CA Peñarol 0:5                |
| Central Español Montevideo – Defensor Sporting 0:1 |
| Danubio FC – Club Nacional de Football 0:0         |
| Liverpool Montevideo – River Plate Montevideo 1:2  |
| Rampla Juniors – Progreso Montevideo 1:2           |
| Montevideo Wanderers – CA Bella Vista 4:3          |

### Apertura 13
| Mecz                                              |
| ------------------------------------------------- |
| CA Bella Vista – CA Cerro 1:2                     |
| Defensor Sporting – Club Nacional de Football 1:1 |
| CA Peñarol – Central Español Montevideo 1:0       |
| Progreso Montevideo – Liverpool Montevideo 0:2    |
| River Plate Montevideo – Basáñez Montevideo 0:1   |
| Montevideo Wanderers – Danubio FC 2:1             |

### Tabela końcowa Apertura 1994
| Poz | Klub                       | Mecze | Zw | Rem | Por | Pkt | BrZd | BrStr |
| --- | -------------------------- | ----- | -- | --- | --- | --- | ---- | ----- |
| 1   | Defensor Sporting          | 12    | 7  | 3   | 2   | 17  | 17   | 11    |
| 2   | Basáñez Montevideo         | 12    | 6  | 4   | 2   | 16  | 14   | 12    |
| 3   | CA Peñarol                 | 12    | 9  | 0   | 3   | 14* | 29   | 9     |
| 4   | CA Cerro                   | 12    | 5  | 4   | 3   | 14  | 14   | 10    |
| 5   | Montevideo Wanderers       | 12    | 6  | 2   | 4   | 14  | 17   | 18    |
| 6   | River Plate Montevideo     | 12    | 5  | 2   | 5   | 12  | 17   | 17    |
| 7   | Club Nacional de Football  | 12    | 6  | 3   | 3   | 11  | 25   | 14    |
| 8   | Progreso Montevideo        | 12    | 4  | 2   | 6   | 10  | 17   | 17    |
| 9   | Liverpool Montevideo       | 12    | 3  | 3   | 6   | 9   | 11   | 16    |
| 10  | Rampla Juniors             | 12    | 2  | 5   | 5   | 9   | 10   | 17    |
| 11  | Danubio FC                 | 12    | 2  | 5   | 5   | 9   | 8    | 15    |
| 12  | Central Español Montevideo | 12    | 2  | 4   | 6   | 8   | 7    | 18    |
| 13  | CA Bella Vista             | 12    | 0  | 5   | 7   | 5   | 13   | 25    |

- CA Peñarol i Club Nacional de Football – 4 punkty odjęte.

## Torneo Clausura 1994

### Clausura 1
| Mecz                                                 |
| ---------------------------------------------------- |
| Basáñez Montevideo – CA Cerro 0:2                    |
| Central Español Montevideo – Rampla Juniors 0:1      |
| Danubio FC – Liverpool Montevideo 0:1                |
| CA Peñarol – Progreso Montevideo 2:0                 |
| River Plate Montevideo – CA Bella Vista 3:0          |
| Montevideo Wanderers – Club Nacional de Football 0:1 |

### Clausura 2
| Mecz                                                 |
| ---------------------------------------------------- |
| CA Bella Vista – Basáñez Montevideo 3:1              |
| CA Cerro – River Plate Montevideo 1:1                |
| Defensor Sporting – Danubio FC 0:0                   |
| Liverpool Montevideo – Montevideo Wanderers 1:2      |
| Progreso Montevideo – Central Español Montevideo 3:0 |
| Rampla Juniors – CA Peñarol 1:5                      |

### Clausura 3
| Mecz                                                       |
| ---------------------------------------------------------- |
| CA Bella Vista – Defensor Sporting 1:0                     |
| CA Cerro – Danubio FC 2:1                                  |
| Liverpool Montevideo – Basáñez Montevideo 0:0              |
| Club Nacional de Football – Central Español Montevideo 2:1 |
| Rampla Juniors – Montevideo Wanderers 0:0                  |
| River Plate Montevideo – Progreso Montevideo 0:1           |

### Clausura 4
| Mecz                                                |
| --------------------------------------------------- |
| CA Bella Vista – Danubio FC 1:2                     |
| Central Español Montevideo – CA Cerro 1:1           |
| CA Peñarol – Liverpool Montevideo 1:0               |
| Progreso Montevideo – Club Nacional de Football 0:2 |
| River Plate Montevideo – Rampla Juniors 1:0         |
| Montevideo Wanderers – Defensor Sporting 1:1        |

### Clausura 5
| Mecz                                              |
| ------------------------------------------------- |
| CA Cerro – Progreso Montevideo 1:0                |
| Danubio FC – CA Peñarol 1:6                       |
| Defensor Sporting – Liverpool Montevideo 2:0      |
| Club Nacional de Football – CA Bella Vista 1:0    |
| Rampla Juniors – Basáñez Montevideo 1:1           |
| Montevideo Wanderers – River Plate Montevideo 2:1 |

### Clausura 6
| Mecz                                                 |
| ---------------------------------------------------- |
| Basáñez Montevideo – Progreso Montevideo 1:0         |
| Central Español Montevideo – CA Bella Vista 3:3      |
| Danubio FC – River Plate Montevideo 0:1              |
| Defensor Sporting – Rampla Juniors 0:0               |
| Club Nacional de Football – Liverpool Montevideo 3:2 |
| CA Peñarol – CA Cerro 3:1                            |

### Clausura 7
| Mecz                                                  |
| ----------------------------------------------------- |
| Basáñez Montevideo – Club Nacional de Football 1:4    |
| Liverpool Montevideo – Central Español Montevideo 1:3 |
| CA Peñarol – River Plate Montevideo 0:1               |
| Progreso Montevideo – Defensor Sporting 0:5           |
| Rampla Juniors – Danubio FC 0:0                       |
| Montevideo Wanderers – CA Cerro 3:3                   |

### Clausura 8
| Mecz                                          |
| --------------------------------------------- |
| CA Bella Vista – Progreso Montevideo 2:0      |
| CA Cerro – Club Nacional de Football 2:2      |
| Danubio FC – Central Español Montevideo 0:1   |
| Defensor Sporting – CA Peñarol 1:3            |
| Liverpool Montevideo – Rampla Juniors 0:0     |
| Montevideo Wanderers – Basáñez Montevideo 3:1 |

### Clausura 9
| Mecz                                                   |
| ------------------------------------------------------ |
| Central Español Montevideo – Basáñez Montevideo 0:0    |
| Defensor Sporting – CA Cerro 0:0                       |
| Club Nacional de Football – River Plate Montevideo 1:0 |
| CA Peñarol – Montevideo Wanderers 1:2                  |
| Progreso Montevideo – Danubio FC 2:2                   |
| Rampla Juniors – CA Bella Vista 1:0                    |

### Clausura 10
| Mecz                                                    |
| ------------------------------------------------------- |
| Basáñez Montevideo – Defensor Sporting 0:1              |
| Central Español Montevideo – River Plate Montevideo 1:0 |
| CA Cerro – Rampla Juniors 2:0                           |
| Liverpool Montevideo – CA Bella Vista 3:0               |
| Club Nacional de Football – CA Peñarol 1:2              |
| Montevideo Wanderers – Progreso Montevideo 4:0          |

### Clausura 11
| Mecz                                                  |
| ----------------------------------------------------- |
| Basáñez Montevideo – Danubio FC 3:1                   |
| CA Bella Vista – CA Peñarol 0:4                       |
| Liverpool Montevideo – CA Cerro 2:0                   |
| Rampla Juniors – Club Nacional de Football 1:1        |
| River Plate Montevideo – Defensor Sporting 0:1        |
| Montevideo Wanderers – Central Español Montevideo 1:2 |

### Clausura 12
| Mecz                                               |
| -------------------------------------------------- |
| CA Bella Vista – Montevideo Wanderers 1:1          |
| Defensor Sporting – Central Español Montevideo 1:2 |
| Club Nacional de Football – Danubio FC 1:2         |
| CA Peñarol – Basáñez Montevideo 3:0                |
| Progreso Montevideo – Rampla Juniors 1:0           |
| River Plate Montevideo – Liverpool Montevideo 0:1  |

### Clausura 13
| Mecz                                              |
| ------------------------------------------------- |
| Basáñez Montevideo – River Plate Montevideo 1:1   |
| Central Español Montevideo – CA Peñarol 1:3       |
| CA Cerro – CA Bella Vista 0:0                     |
| Danubio FC – Montevideo Wanderers 2:0             |
| Liverpool Montevideo – Progreso Montevideo 2:0    |
| Club Nacional de Football – Defensor Sporting 0:0 |

### Tabela końcowa Clausura 1994
| Poz | Klub                       | Mecze | Zw | Rem | Por | Pkt | BrZd | BrStr |
| --- | -------------------------- | ----- | -- | --- | --- | --- | ---- | ----- |
| 1   | CA Peñarol                 | 12    | 10 | 0   | 2   | 20  | 33   | 9     |
| 2   | Club Nacional de Football  | 12    | 7  | 3   | 2   | 17  | 19   | 11    |
| 3   | Montevideo Wanderers       | 12    | 5  | 4   | 3   | 14  | 19   | 14    |
| 4   | CA Cerro                   | 12    | 4  | 6   | 2   | 14  | 15   | 13    |
| 5   | Defensor Sporting          | 12    | 4  | 5   | 3   | 13  | 12   | 7     |
| 6   | Central Español Montevideo | 12    | 5  | 3   | 4   | 13  | 15   | 16    |
| 7   | Liverpool Montevideo       | 12    | 5  | 2   | 5   | 12  | 13   | 11    |
| 8   | River Plate Montevideo     | 12    | 4  | 2   | 6   | 10  | 9    | 9     |
| 9   | Rampla Juniors             | 12    | 2  | 6   | 4   | 10  | 5    | 11    |
| 10  | Danubio FC                 | 12    | 3  | 3   | 6   | 9   | 11   | 18    |
| 11  | CA Bella Vista             | 12    | 3  | 3   | 6   | 9   | 11   | 19    |
| 12  | Basáñez Montevideo         | 12    | 2  | 4   | 6   | 8   | 9    | 19    |
| 13  | Progreso Montevideo        | 12    | 3  | 1   | 8   | 7   | 7    | 21    |

## Tabela całoroczna 1994
| Poz | Klub                       | Mecze | Zw | Rem | Por | Pkt | BrZd | BrStr |
| --- | -------------------------- | ----- | -- | --- | --- | --- | ---- | ----- |
| 1   | CA Peñarol                 | 24    | 19 | 0   | 5   | 34  | 62   | 18    |
| 2   | Defensor Sporting          | 24    | 11 | 8   | 5   | 30  | 29   | 18    |
| 3   | Club Nacional de Football  | 24    | 13 | 6   | 5   | 28  | 44   | 25    |
| 4   | CA Cerro                   | 24    | 9  | 10  | 5   | 28  | 29   | 23    |
| 5   | Montevideo Wanderers       | 24    | 11 | 6   | 7   | 28  | 36   | 32    |
| 6   | Basáñez Montevideo         | 24    | 8  | 8   | 8   | 24  | 23   | 31    |
| 7   | River Plate Montevideo     | 24    | 9  | 4   | 11  | 22  | 26   | 26    |
| 8   | Liverpool Montevideo       | 24    | 8  | 5   | 11  | 21  | 24   | 27    |
| 9   | Central Español Montevideo | 24    | 7  | 7   | 10  | 21  | 22   | 34    |
| 10  | Rampla Juniors             | 24    | 4  | 11  | 9   | 19  | 15   | 28    |
| 11  | Danubio FC                 | 24    | 5  | 8   | 11  | 18  | 19   | 33    |
| 12  | Progreso Montevideo        | 24    | 7  | 3   | 14  | 17  | 24   | 28    |
| 13  | CA Bella Vista             | 24    | 3  | 8   | 13  | 13  | 24   | 44    |

Bezpośrednio do drugiej ligi spadł klub CA Bella Vista, a na jego miejsce awansował mistrz drugiej ligi Sud América Montevideo. Natomiast Rampla Juniors stoczył mecz barażowy o utrzymanie się w lidze z Racing Montevideo.
Baraż o utrzymanie się w pierwszej lidze
| Mecz                                   |
| -------------------------------------- |
| Rampla Juniors – Racing Montevideo 2:1 |
| Racing Montevideo – Rampla Juniors 1:2 |

Rampla Juniors pozostał w pierwszej lidze, a Racing Montevideo w drugiej.

### Klasyfikacja strzelców bramek
| Gole | Piłkarz     | Klub       |
| ---- | ----------- | ---------- |
| 19   | Darío Silva | CA Peñarol |

## Campeonato Uruguay 1994
O tytuł mistrza Urugwaju zmierzyli się mistrz turnieju Apertura Defensor Sporting oraz mistrz turnieju Clausura CA Peñarol.
| Mecz                               |
| ---------------------------------- |
| CA Peñarol – Defensor Sporting 1:1 |
| Defensor Sporting – CA Peñarol 1:1 |
| CA Peñarol – Defensor Sporting 2:1 |

Mistrzem Urugwaju w roku 1994 został CA Peñarol, natomiast wicemistrzem – Defensor Sporting.

## Torneo Integración
W turnieju wzięły udział trzy kluby pierwszoligowe, które zajęły miejsca od 5. do 7. w tabeli całorocznej, ponadto mistrz drugiej ligi Sud América Montevideo oraz cztery kluby prowincjonalne, które dotarły do najlepszej czwórki w mistrzostwach Urugwaju klubów prowincjonalnych (czyli Copa El País). Dwa najlepsze kluby tego turnieju uzyskały prawo gry w Liguilla Pre-Libertadores mającym wyłonić reprezentantów Urugwaju w Copa Libertadores 1995.

### Pierwsza runda
Basáñez Montevideo – Tabaré Piriápolis 2:0 i 1:1

Porongos Trinidad – Sud América Montevideo 0:3 i 1:4

River Plate Montevideo – Central Palestino Chuy 2:1 i 2:1

San Eugenio Artigas – Montevideo Wanderers 2:3 i 0:0

### Półfinał
River Plate Montevideo – Montevideo Wanderers 2:1 i 3:0

Sud América Montevideo – Basáñez Montevideo 2:0 i 1:1

### Finał
Sud América Montevideo – River Plate Montevideo 2:1
Mecz finałowy zaliczony został do rozgrywek Liguilla Pre-Libertadores, gdyż obaj finaliści zakwalifikowali się.

## Liguilla Pre-Libertadores 1994

### Kolejka 1
| Mecz                                           |
| ---------------------------------------------- |
| Club Nacional de Football – CA Cerro 1:2       |
| CA Peñarol – River Plate Montevideo 4:2        |
| Sud América Montevideo – Defensor Sporting 2:4 |

### Kolejka 2
| Mecz                                                   |
| ------------------------------------------------------ |
| CA Cerro – CA Peñarol 0:4                              |
| Defensor Sporting – River Plate Montevideo 4:1         |
| Club Nacional de Football – Sud América Montevideo 0:0 |

### Kolejka 3
| Mecz                                                   |
| ------------------------------------------------------ |
| CA Peñarol – Defensor Sporting 3:2                     |
| River Plate Montevideo – Club Nacional de Football 0:3 |
| Sud América Montevideo – CA Cerro 1:1                  |

### Kolejka 4
| Mecz                                              |
| ------------------------------------------------- |
| CA Cerro – River Plate Montevideo 1:1             |
| Defensor Sporting – Club Nacional de Football 4:2 |
| CA Peñarol – Sud América Montevideo 2:0           |

### Kolejka 5
| Mecz                                                                         |
| ---------------------------------------------------------------------------- |
| CA Cerro – Defensor Sporting 1:0                                             |
| Club Nacional de Football – CA Peñarol 1:2                                   |
| River Plate Montevideo – Sud América Montevideo 1:2 finał Torneo Integración |

### Tabela końcowa Liguilla Pre-Libertadores 1994
| Poz | Klub                      | Mecze | Zw | Rem | Por | Pkt | BrZd | BrStr |
| --- | ------------------------- | ----- | -- | --- | --- | --- | ---- | ----- |
| 1   | CA Peñarol                | 5     | 5  | 0   | 0   | 10  | 15   | 5     |
| 2   | CA Cerro                  | 5     | 2  | 2   | 1   | 6   | 5    | 7     |
| 3   | Defensor Sporting         | 5     | 3  | 0   | 2   | 6   | 14   | 9     |
| 4   | Sud América Montevideo    | 5     | 1  | 2   | 2   | 4   | 5    | 8     |
| 5   | Club Nacional de Football | 5     | 1  | 1   | 3   | 3   | 7    | 8     |
| 6   | River Plate Montevideo    | 5     | 0  | 1   | 4   | 1   | 5    | 14    |

Wobec równej liczby punktów rozegrano mecz barażowy o drugie miejsce.
| Mecz                             |
| -------------------------------- |
| CA Cerro – Defensor Sporting 1:0 |

Dwa najlepsze kluby Liguilla Pre-Libertadores CA Peñarol i CA Cerro zakwalifikowały się do Copa Libertadores 1995.